# Skakvidunderbarn
Termen skakvidunderbarn refererer til børn, der har særlige evner inden for skak, der langt overstiger, hvad der der kan forventes af et barn på deres alder. Deres talent vil ofte gøre dem i stand til at besejre voksne skakspillere og sågar stormestre. Nogle skakvidunderbørn har endt med at blive verdensmestre.

## Liste over yngste skakstormestre
Siden 1950, hvor skakstormester-titlen blev introduceret af FIDE, har man målt skakvidunderbørn ved at se på deres alder, når de opnår stormestertitlen. Rekorden for yngste skakstormester indehaves af Abhimanyu Mishra. Alderen hvor de har kvalificeret sig til titlen ses nedenfor, men det er ikke det samme som at de har fået titlen ved denne alder, da den kun kan gives af FIDE ved deres kongresser. Spillernes nationalitet er angivet for den nationalitet de boede, da de opnåede titlen, og ikke nødvendigvis deres nuværende nationalitet.
| År   | Spiller           | Land          | Alder                      |
| ---- | ----------------- | ------------- | -------------------------- |
| 1950 | David Bronstein   | Sovjetunionen | 26 år                      |
| 1952 | Tigran Petrosian  | Sovjetunionen | 23 år                      |
| 1955 | Boris Spassky     | Sovjetunionen | 18 år                      |
| 1958 | Bobby Fischer     | USA           | 15 år, 6 måneder, 1 dag    |
| 1991 | Judit Polgár      | Ungarn        | 15 år, 4 måneder, 28 dage  |
| 1994 | Péter Lékó        | Ungarn        | 14 år, 4 måneder, 22 dage  |
| 1997 | Étienne Bacrot    | Frankrig      | 14 år, 2 måneder, 0 dage   |
| 1997 | Ruslan Ponomariov | Ukraine       | 14 år, 0 måneder, 17 dage  |
| 1999 | Bu Xiangzhi       | Kina          | 13 år, 10 måneder, 13 dage |
| 2002 | Sergey Karjakin   | Rusland       | 12 år, 7 måneder, 0 dage   |
| 2021 | Abhimanyu Mishra  | USA           | 12 år, 4 måneder, 25 dage  |

Denne liste af skakspillere blev skakstormestre inden deres 14-års fødselsdag.
| Spiller                   | land       | Alder                      | Fødselsår |
| ------------------------- | ---------- | -------------------------- | --------- |
| Abhimanyu Mishra          | USA        | 12 år, 4 måneder, 25 dage  | 2009      |
| Sergey Karjakin           | Ukraine    | 12 år, 7 måneder, 0 dage   | 1990      |
| Gukesh Dommaraju          | Indien     | 12 år, 7 måneder, 17 dage  | 2006      |
| Javokhir Sindarov         | Usbekistan | 12 år, 10 måneder, 5 dage  | 2005      |
| Praggnanandhaa Rameshbabu | Indien     | 12 år, 10 måneder, 13 dage | 2005      |
| Nodirbek Abdusattorov     | Usbekistan | 13 år, 1 måned, 11 dage    | 2004      |
| Parimarjan Negi           | Indien     | 13 år, 4 måneder, 22 dage  | 1993      |
| Magnus Carlsen            | Norge      | 13 år, 4 måneder, 27 dage  | 1990      |
| Wei Yi                    | Kina       | 13 år, 8 måneder, 23 dage  | 1999      |
| Raunak Sadhwani           | Indien     | 13 år, 9 måneder, 28 dage  | 2005      |
| Bu Xiangzhi               | Kina       | 13 år, 10 måneder, 13 dage | 1985      |
| Samuel Sevian             | USA        | 13 år, 10 måneder, 27 dage | 2000      |
| Richárd Rapport           | Ungarn     | 13 år, 11 måneder, 6 dage  | 1996      |

Note: Karjakin og Rapport har skiftet nationalitet siden de opnåede stormestertitlen.

### List over yngste kvindelige stormestre
Nedenfor er en liste over de yngste kvindelige skakspillere, der har opnået stormestertiteln (ikke at forvekslen med Woman Grandmaster-titlen):
| År   | Spiller             | Land          | Alder            |
| ---- | ------------------- | ------------- | ---------------- |
| 1978 | Nona Gaprindashvili | Sovjetunionen | 37 år            |
| 1984 | Maia Chiburdanidze  | Sovjetunionen | 23 år            |
| 1991 | Susan Polgar        | Ungarn        | 21 år            |
| 1991 | Judit Polgár        | Ungarn        | 15 år, 4 måneder |
| 2002 | Humpy Koneru        | Indien        | 15 år, 1 år      |
| 2008 | Hou Yifan           | Kina          | 14 år, 6 måneder |